# Cody Riley
Cody Jorden Riley (Kansas City, 12 december 1997) is een Amerikaans basketballer.

## Carrière
Riley speelde collegebasketbal van 2017 tot 2022 voor de UCLA Bruins. In 2017 werd hij een jaar geschorst samen met Jalen Hill en LiAngelo Ball nadat ze in China gearresteerd werden voor een winkeldiefstal die ze zouden hebben gepleegd. In 2018 en 2021 stelde hij zich tweemaal kandidaat voor de NBA draft maar beide keren trok hij zich terug. Hij tekende in 2022 zijn eerste profcontract bij KK Rogaška in de Sloveense eerste klasse. Daarna ging hij spelen voor Basket Brno in de Tsjechische competitie. Hij speelde het seizoen 2022/23 uit bij Maccabi Rishon LeZion uit de tweede klasse in Israël. Voor de start van het seizoen 2023/24 tekende hij opnieuw in Israël ditmaal bij Maccabi Haifa BC. In november 2023 tekende hij als vervanger van de geblesseerde John Fulkerson bij de Leuven Bears.
In september 2024 tekende hij bij Elitzur Maccabi Netanya opnieuw bij een club uit Israël. Hij verliet de club in februari 2025.